# Enrique Metinides
Enrique Metinides, de son vrai nom Jaralambos Enrique Metinides Tsironides, est un photographe mexicain né le 12 février 1934 à México et mort le 10 mai 2022 dans la même ville, connu pour ses photos d'accidents, d'incendies, de crimes et de cadavres.

## Biographie
Fils d'immigrants grecs, Enrique Metinides est né le 12 février 1934 à Mexico. À l'âge de dix ans, il prend sa première photographie d'accident de la route puis publie à douze ans sa première photographie, ce qui lui vaut d'être surnommé « El Niño » (« l'enfant » en espagnol). Un an après, il intègre le journal à sensation mexicain La Prensa en tant qu'assistant photographe, journal pour lequel il collaborera jusqu'en 1997.
Dans ses photographies les plus récentes, Enrique Metinides met en scène des jouets de sa collection (figurines, ambulances, voitures de police) qu'il photographie devant ses tirages.
En 2011, les Rencontres d'Arles lui consacrent sa première rétrospective française.